# Gare de Rothau
Gare de Rothau – stacja kolejowa w miejscowości Rothau, w departamencie Dolny Ren, w regionie Grand Est, we Francji. Jest zarządzana przez SNCF.

## Położenie
Znajduje się na linii Strasburg – Saint-Dié, na km 44,926, między stacjami Schirmeck –  La Broque i Fouday, na wysokości 339 m n.p.m.

## Historia
Stację otwarto 15 października 1877 przez Direction générale impériale des chemins de fer d’Alsace-Lorraine, kiedy otwarto odcinek linii z Mutzig do Rothau.

## Linie kolejowe
- Strasburg – Saint-Dié